# Laponia
Laponia (Latijn voor "Lapland") is een van de veertien Zweedse werelderfgoederen op de Werelderfgoedlijst van de UNESCO. Het is op deze lijst opgenomen in 1996 en is een gecombineerd natuurerfgoed en cultuurerfgoed.
Het gebied van het werelderfgoed beslaat 9400 vierkante kilometer. In dit gebied liggen vier nationale parken (Muddus, Sarek, Padjelanta en Stora Sjöfallet) en twee natuurreservaten (Sjaunja en Stubba). Het gebied bevat bergketens, gletsjers, hoogvlakten, oerbossen, grote bergmeren, stroomversnellingen, en een uitgebreide dieren- en plantenwereld met meerdere bedreigde soorten.
De redenen voor opname als natuurerfgoed waren:
- Lapland is van bijzondere universele waarde, omdat het lopende voorbeelden laat zien van geologische, biologische en ecologische processen.
- Het heeft een grote variëteit aan natuurlijke fenomenen.
- De natuur is bijzonder mooi en biologisch divers, met onder andere de bruine beer en alpiene flora.

De redenen voor de opname als cultuurerfgoed waren:
- De Saami wonen sinds de prehistorie in het gebied, en Lapland is een van de laatste voorbeelden, en zeker het grootste en best bewaarde, van transhumance, de seizoensafhankelijke trek van kuddes rendieren tussen bergen en vlakten.
- Transhumance was vroeger wijdverbreid en dateert van de eerste stadia van menselijke economische en sociale ontwikkeling.